# آونگ فوکو (رمان)
آونگ فوکو (به ایتالیایی: Il pendolo di Foucault) دومین رمان اومبرتو اکو نویسنده و فیلسوف ایتالیایی است که در سال ۱۹۸۸ منتشر شد. این کتاب تاریخی-اسرارآمیز از ۱۰ بخش تشکیل شده که این بخش‌ها به شیوهٔ شجرهٔ سفیروت درآمده است. شجره‌ای که فصل‌های رمان براساس این درخت طبقه‌بندی شده‌اند و به زیبایی حال و هوای رمان و قهرمانانش را بازتاب می‌دهد.

## به فارسی
این کتاب برای اولین بار در سال ۱۳۹۲ توسط رضا علیزاده و انتشارات روزنه به فارسی ترجمه شده‌است.

## چکیده

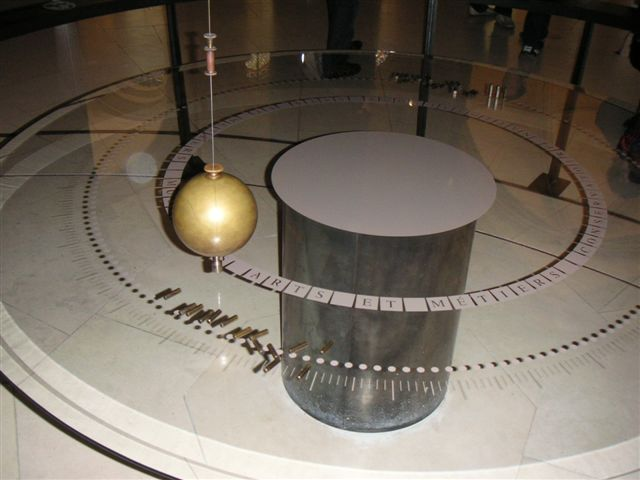
آونگ فوکو

آونگ فوکو ماجراهای سه ویراستار است که زمان زیادی را با هم صرف بازبینی و ویرایش کتاب‌های یک مؤسسه انتشاراتی می‌کنند. این کتاب‌ها کار نویسندگان متفننی است که خودشان هزینه چاپ کتاب‌شان را می‌دهند. ویراستاران تصمیم می‌گیرند برای رفع کسالت کمی هم تفریح کنند و در این کار از حکایت خارق‌العاده‌ای که سال‌ها پیش از یک کلنل خوش سر و وضع ومشکوک شنیده‌اند الهام می‌گیرند؛ کلنل ادعا می‌کرده کتابی نوشته که در آن راز نیروی اسرارآمیزی را که عظیم‌تر از هر نیروی طبیعی دیگر است، برملا کرده. سه قهرمان کتاب به شوخی پاره‌هایی از آن دانش سری را که در کتاب‌های علوم خفیه یافت می‌شود، به صورت تصادفی وارد کامپیوتری استثنایی می‌کنند، کامپیوتری به نام «ابوالعفیه» که قادر است ارتباط میان همه داده‌ها ایجاد کند. سرانجام چیزی که این سه دوست را آن را نوعی بازی طولانی برای رفع کسالت می‌پنداشتند کم‌کم جدی می‌شود. «آونگ فوکو» سفری است باورنکردنی در اندیشه و تاریخ، حافظه و فانتزی، شاهکاری است مسحورکننده همانند دیگر آثار اومبرتو اکو، نوعی داستان پر ماجرای روشنفکرانه و شورانگیز و پر از اسرار که یادآور فیلم‌های «ایندیانا جونز» و رمان «کنت مونت کریستو» است.